# NGC 5188
NGC 5188 es una galaxia espiral barrada (SBbc/P) localizada en la dirección de la constelación de Centaurus. Posee una declinación de -34° 47' 42" y una ascensión recta de 13 horas, 31 minutos y 27,9 segundos.
La galaxia NGC 5188 fue descubierta en 1 de mayo de 1834 por John Herschel.